# Яванская литература
Яванская литература (яв. Sastra Jawa) — древнейшая литература Индонезии на яванском языке. На яванскую литературу оказали влияние многие исторические события и различные религии: ислам, христианство, буддизм и индуизм.

## История

### До XVI века
Развивалась на основе местного фольклора и древнеиндийского эпоса. Древнейшим памятником на языке Кави является собрание правил стихосложения «Чан дакарана» (около 778 г.), на основе которых создавались поэмы-какавины. К X—XII вв. относятся прозаические пересказы пуран, буддийских трактатов, многих книг «Маха-бхараты». Основываясь на индийских сюжетах, придворные поэты создавали оригинальные произведения, действие которых переносилось на остров Ява. Чисто яванским произведением считается поэма XIV века «Арджунавиджая». Буддийские сюжеты и мотивы яванской литературе не свойственны (исключение — «Сутасома»). В период существования на Яве империи Маджапахит (1293 г. — около 1520г.) появилась литература и на среднеяванском языке, основанная на местном фольклоре: прозаический космогонический трактат «Тантупангеларан», историческое предание «Чалоп Аранг», псевдохроника «Параратон». В поэзии преобладала исконно яванского просодия мачапат. Значительное место занял романический эпос (поэмы о Панджи и Дамаре Вулане). 

### XVI—XIX вв.
Ислам, утвердившийся на Яве в  ХVІ—ХVІІ  вв., принёс агиографическую литературу на темы: пророк Мухаммед, Амир Хамзах, яванских мусульманских подвижниках и произведений на арабские и персидские сюжеты. Шаткая политическая обстановка на острове в XVI—XVII вв. способствовала распространению в литературе различных мессианских концепций, а также историй о справедливых правителях. Однако проявлялись и реалистические черты (поэма «Проночитро», конец XVII в.). В фантастической псевдохронике «Барон Сакендар» высмеивается Голландская Ост-Индская компания. 1-я половина XIX в. — последний период развития классической яванской литературы, названный «яванским возрождением», для которого характерно «бегство в прошлое». Тогда на яванский язык были переложены почти вся древнеяванская литература и многие произведения яванской и малайской литератур двухсотлетней давности. Обновление яванской литературы происходило в XIX в. с распространением книгопечатания.  Выделяются лирико-философские поэмы: «Китаб вичара керас» Ясодипуро, «Джоко Лоданг» и «Колотидо» Ронгговарсито. Значительно возрос удельный вес прозаических произведений — многочисленные просветительные брошюры, книги о путешествиях, дидактические повести, большей частью на фольклорные сюжеты. Зарождается новая поэзия. 

### С XX века
Со 2-й четверти XX века и особенно после провозглашения независимости Индонезии в 1945 г. многие яванские литераторы стали писать на индонезийском языке. В современной яванской литературе самый распространённый жанр — новелла. Редкие романы в основном носят бытовую окраску.